# Клулас, Иван
Иван Эмиль Жан Мартиаль Клулас (фр. Yvan Émile Jean Martial Cloulas; 26 декабря 1932, Сен-Жуньян, Верхняя Вьенна, Франция — 2 июня 2013, Сент-Арну, Кальвадос, Нормандия, Франция) — французский историк и архивист, специализировавшийся на истории Европы периода Ренессанса. Кавалер ордена Почётного легиона и ряда других, а также дважды лауреат большой премии Гобера (за биографии Екатерины Медичи и Генриха II). Иностранный член Французской академии в Риме и Дома Веласкеса в Мадриде. С 1996 года – главный хранитель Национальных архивов в Париже. Пять его работ переведено на русский язык.

## Работы
На французском
- Catherine de Médicis, Fayard, 1979
- Laurent le Magnifique, Fayard, 1982
- Henri II, Fayard, 1985
- Les Borgia, Fayard, 1987
- Sur la trace des Dieux, Albin Michel, 1989
- Philippe II, Fayard, 1992
- Jules II : le pape terrible, Fayard, 1992
- Savonarole, Fayard, 1994
- Chambord, rêve des rois, Nathan-CNMHS, 1996
- Diane de Poitiers, Fayard, 1997
- Renaissance française, La Martinière, 1997
- Catherine de Médicis : la passion du pouvoir, Tallandier, 1999
- La Reine Bérangère et Richard Cœur de Lion, Hachette, 1999
- Les Châteaux de la Loire, Hachette, 1999
- Charles VIII et le mirage italien. — Paris : Albin Michel, 1986. — ISBN 2-226-02664-9..
- Traduction et présentation des Mémoires d'un pape de la Renaissance : les Commentarii de Pie II, Tallandier, 2001 (avec Vito Castiglione-Minischetti)
- Dans le secret des Borgia, Tallandier, 2003 (avec Vito Castiglione et Joseph Turmel)
- Les Châteaux de la Loire au temps de la Renaissance, Hachette, 2003
- César Borgia, Tallandier, 2005
- Les Borgia, collection Pluriel, Hachette Pluriel, 2012, 522 p.

На русском
- Клула И. Борджиа = Les Borgia : [пер. с фр.] / перевод С. В. Пригорницкая. — Ростов-на-Дону : Феникс, 1997. — 576 с. — (След в истории). — ISBN 978-5-222-00082-3.
- Клула И. Екатерина Медичи = Catherine de Medicis : [пер. с фр.] / пер. С. В. Пригорницкая. — Ростов-на-Дону : Феникс, 1997. — 448 с. — (След в истории). — ISBN 5-222-00378-7.
- Клулас И. Диана де Пуатье = Diane de Poitiers : [пер. с фр.] / пер. В. И. Григорьев, М. В. Малькова. — М. : Молодая гвардия, 2004. — 352 с. — (Жизнь замечательных людей ; вып. 899). — 5000 экз. — ISBN 5-235-02710-8.
- Клулас И. Повседневная жизнь в замках Луары в эпоху Возрождения / Пер. с фр. О. Жуковой, Л. Кайсаровой; Науч. ред. и вступ. ст. А. П. Левандовского. — 2-е изд. — М. : Молодая гвардия, 2006. — 358 с., 10 с. ил. — (Живая история: Повседневная жизнь человечества). — ISBN 5-235-02911-9.
- Клулас И. Лоренцо Великолепный = Laurent le Magnifique : [пер. с фр.] / пер. Н. Зубкова, вступ. статья В. Д. Балакина. — изд. с иллюстрациями. — М. : Молодая гвардия, 2007. — 287 с., 12 с. ил. — (Жизнь замечательных людей ; вып. 1035). — 5000 экз. — ISBN 978-5-235-02995-8.

### Комментарии
1. ↑  Издательством «Феникс» его книги выпускались под фамилией «Клула».